# AN/MPQ-65

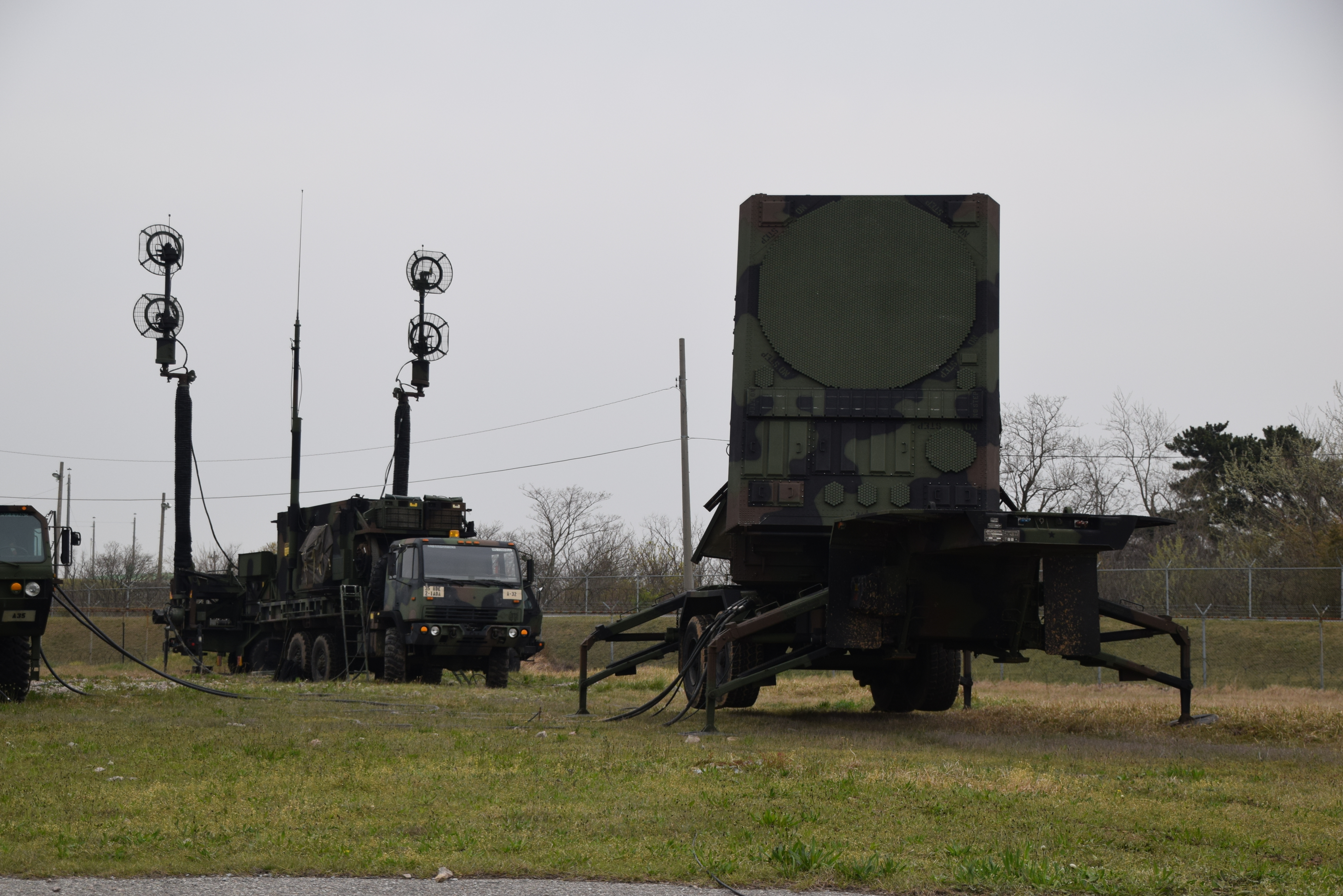
2016년 군산공군기지의 AN/MPQ-65 레이더

AN/MPQ-65은 패트리어트 미사일 PAC-3 버전의 주임무 PESA 레이더이다. 미국 레이시온 제품이다.

## 대한민국
한국은 독일 중고 AN/MPQ-53을 수입했다. 2014년 현재 PAC-3인 AN/MPQ-65 레이다로 교체중이다.

## 제원
- 탐지거리: 100 km

## 같이 보기
- AN/MPQ-53, 레이시온, 패트리어트 미사일 PAC-2 레이다
- AN/MPQ-64 센티넬, 레이시온, C-RAM 레이다